# Kennedy Institute of Ethics Journal
Kennedy Institute of Ethics Journal es una revista académica trimestral establecida en 1991. Es publicada por Johns Hopkins University Press en nombre del Kennedy Institute of Ethics y se centra en cuestiones de bioética como las relacionadas con la investigación y el uso terapéutico de células madre embrionarias humanas, donación de órganos y manipulación genética , así como cuestiones de justicia global , investigación en el mundo en desarrollo , ética ambiental , ética alimentaria y cuestiones de gobernanza y experiencia en investigación clínica .
El editor en jefe actual es Quill Kukla .
Según Journal Citation Reports , la revista tenía un factor de impacto de 1,129 en 2015, lo que la ubicaba en el puesto 22 entre 51 revistas en la categoría de Ética.

## Métricas de revista
2022
- Web of Science Group : 1.103
- Índice h de Google Scholar:43
- Scopus: 1.195